# Квітневі дощі (фільм, 1923)
Квітневі дощі (англ. April Showers) — американський кінофільм режисера Тома Формана 1923 року.

## Сюжет
Денні О'Рурк є сином поліцейського, який був убитий під час виконання службових обов'язків. Прагнучи служити в поліцію, Денні не вдається здати іспити. Провал змушує його нехтувати своєю коханою Меггі, чий батько є лейтенантом поліції. Коли сестра Денні, Шеннон, заарештована за крадіжку в магазині, Денні повертається до боксу, щоб врятувати її. Він прокладає свою дорогу у напрямку до чемпіонату але виявляє, що фінал був куплений.

## У ролях
- Колін Мур — Меггі Малдун
- Кеннет Гарлан — Денні О'Рурк
- Рут Кліффорд — Міріам Велтон
- Прісцилла Боннер — Шеннон О'Рурк
- Мертл Вейн — місіс О'Рурк
- Джеймс Корріген — Метт Галлахер
- Джек Байрон — Флеш Ірвін
- Ральф Фолкнер — Чемп Салліван
- Том МакГуайр — лейтенант Малдун
- Норман Шелбі — менеджер
- Денні Гудман — менеджер